# Трите върха
Трите върха е популярното название на върховете Голена, Зъбът и Яловарника в Пирин планина. Местните жители са им дали това име заради характерната подредба на трите куполовидни гиганта, гледани от долината на река Пиринска Бистрица. Често авторите, описващи Пирин планина, дават Трите върха като Голена, Куклите и Яловарника. Причина за това объркване е факта, че до средата на 60-те години Зъбът не е имал самостоятелно име, а се е смятал за част от масива на Куклите.

## Галерия
- Голена, сниман от циркус Башмандра
- Зъбът, сниман от Беговишки превал
- Яловарника (в средата), гледан от Голена. Вляво – връх Зъбът